# 海-庞斯富特条约
海-庞斯富特条约（Hay–Pauncefote Treaty）是1901年11月18日由美国国务卿海约翰和英国驻美国大使潘斯福在华盛顿哥伦比亚特区签署的关于在中美洲地峡建造橫跨大西洋和太平洋运河问题的条约。該條約簽訂後，克莱顿-布尔沃条约失效。該條約规定橫跨大西洋和太平洋运河由美国主持建造。